# Órcsha
Órcsha (angolul Orchha vagy Orcha, hindiül ओरछा, átírva Orachā) település Madhja Prades államban. Lakosainak száma 8 500 fő volt 2001-ben.
Órcsha a Bétvá folyó mellett fekszik Dzshánszítól 15 km-re délre. 1531-ben alapították és a Bundélá királyok fővárosa volt, míg 200 év múlva el nem költöztek Tíkamgarhba. Az itteni építészet a hagyományos hindu, az indo-szaracén és a mogul építészet szintézise. Három 16-17. századi palota maradt meg: a Rádzs Mahal (1560), a Dzsahángíri Mahal (1626) és a Ráji Pravín Mahal (1675), amelyek szimmetrikus elrendezésben egy tömböt alkotnak. A folyó melletti Kancsana ghát mentén találjuk az uralkodók 14 csodálatos síremlékét (csatrík). Az óvárosban még három gyönyörű templom található: a Rám Rádzsá, a Laksmí-Náráján és a Csaturbhudzs.